# Jerzy Figurski
Jerzy Figurski (ur. 11 września 1930 w Pułtusku, zm. 13 lutego 2006 w Gdyni) – komandor pilot Wojska Polskiego.

## Życiorys
17 listopada 1950 po ukończeniu liceum ogólnokształcącego, rozpoczął studia wojskowe w Oficerskiej Szkole Lotniczej nr 5 w Radomiu. Uwieńczeniem ukończenia szkoły była promocja 3 marca 1952 podczas której został promowany do stopnia chorążego. Następnie został skierowany do Bemowa, gdzie rozpoczął zawodową służbę w 1 pułku lotnictwa myśliwskiego na stanowiskach: od 10 sierpnia 1952  starszego pilota, od 2 lipca 1953 dowódcy klucza lotniczego, od 8 października 1954 pomocnika dowódcy eskadry ds. nawigacji, od 31 sierpnia 1955 dowódcy eskadry lotniczej. Następnie awansuje 1 lipca 1957 na etat zastępcy dowódcy pułku ds. liniowych, które wykonuje do 27 kwietnia 1960.
7 października 1960 został skierowany na Kurs Doskonalenia Dowódców Pułków w Centrum Szkolenia w Modlinie, który ukończył 5 lipca 1961. Następnie 6 lipca 1961 został wyznaczony na etat dowódcy 28 pułku lotnictwa myśliwskiego OPK w Słupsku, którym dowodził do 30 września 1964(inne źródło podaje, że dowódcą pułku w Słupsku został 11 września 1961 i był nim do 18 września 1964).
1 października 1964 został służbowo skierowany do Rembertowa, gdzie studiował na Akademii Sztabu Generalnego Wojska Polskiego, które ukończył 28 sierpnia 1967. Po studiach otrzymał przydział służbowy do Wrocławia, gdzie przyjął obowiązki szefa Lotnictwa Myśliwskiego w 3 Korpusie Obrony Powietrznej Kraju, które wykonywał do 20 listopada 1971.
21 listopada 1971 otrzymał służbowy przydział do Gdyni, gdzie wyznaczono go na stanowisko Szefa Lotnictwa w Dowództwie Marynarki Wojennej (inne źródło podaje, że stanowisko szefa Dowództwa Lotnictwa i OPL MW objął 9 czerwca 1972 r.). W trakcie pełnienia tych obowiązków 5 kwietnia 1976 rozpoczął kurs w przeszkoleniu kierowniczej kadry Marynarki Wojennej w Wojskowej Akademii Marynarki Wojennej ZSRR, który ukończył 7 czerwca 1976.. Po kursie był dalej Szefem Lotnictwa Marynarki Wojennej i był nim do 7 sierpnia 1985.
8 sierpnia 1985 z przyczyn zdrowotnych został przeniesiony do rezerwy. Podczas zawodowej służby był pilotem wojskowym pierwszej klasy wykonując pilotaż na różnych typach samolotów o nalocie ogólnym 2500 godzin. Pochowany na cmentarzu Witomińskim w Gdyni (kwatera 27-23-14).

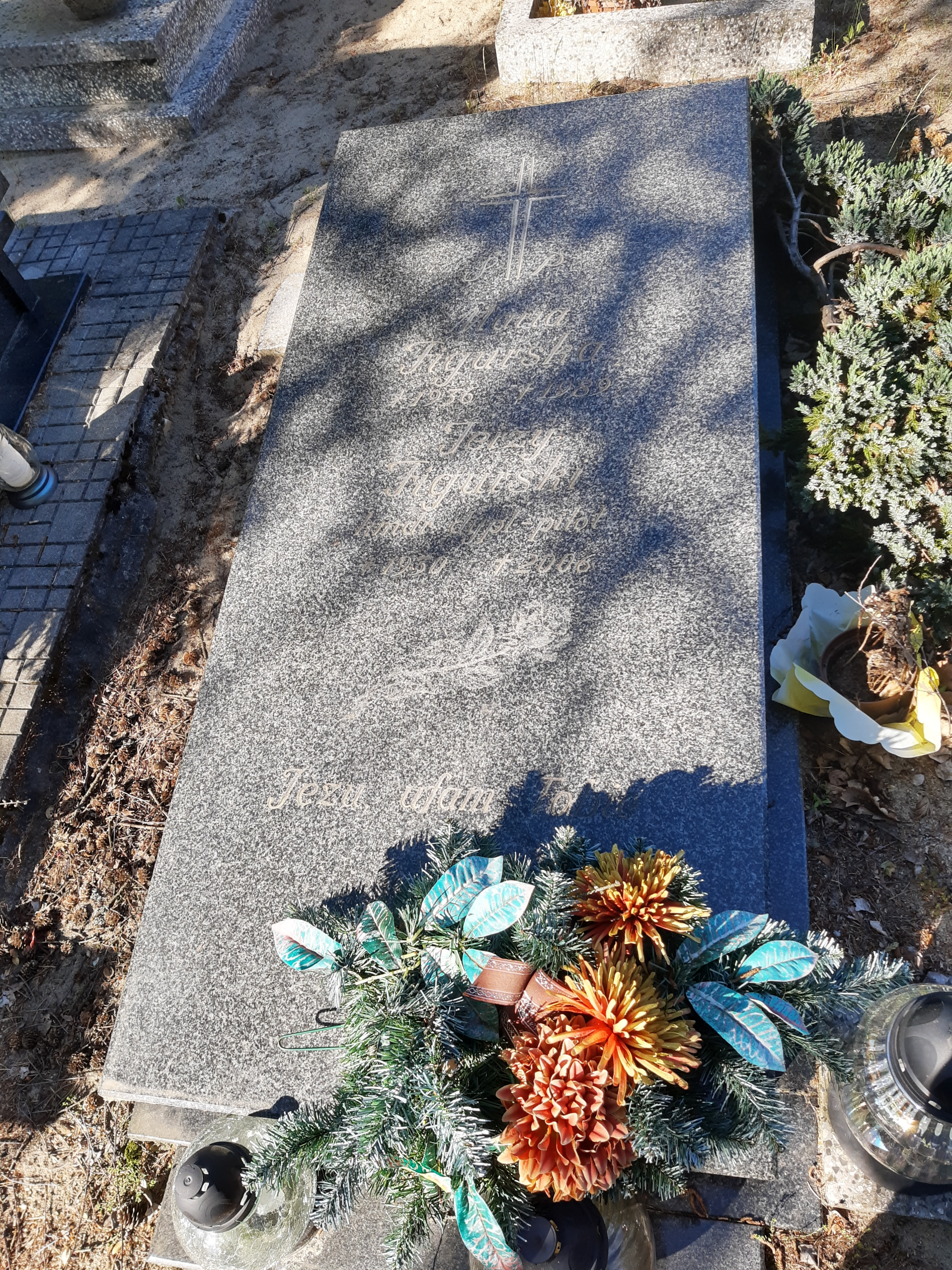
Grób kmdra Jerzego Figurskiego na cmentarzu Witomińskim

## Ordery, odznaczenia
- Krzyż Kawalerski Orderu Odrodzenia Polski – 1972[7].
- Złoty Krzyż Zasługi – 1963[7]
- Srebrny Krzyż Zasługi – 1956[7]
- „Zasłużony Pilot Wojskowy” – 1978[7]